# Холх
Холх — деревня в Урицком районе Орловской области России. Входит в состав Подзаваловского сельского поселения.

## География
Деревня находится в западной части Орловской области, в лесостепной зоне, в пределах Среднерусской возвышенности, на левом берегу реки Орлик, на расстоянии примерно 12 километров (по прямой) к северо-западу от посёлка городского типа Нарышкино, административного центра района. Абсолютная высота — 190 метров над уровнем моря.

### Климат
Климат умеренно континентальный, с умеренно холодной зимой и тёплым летом. Средняя температура воздуха самого холодного месяца (января) — −9,4 °C (абсолютный минимум — −39 °C); самого тёплого месяца (июля) — 18,4 °C (абсолютный максимум — 37 °C). Безморозный период длится около 148 дней. Среднегодовое количество атмосферных осадков составляет 734 мм, из которых большая часть выпадает в тёплый период.

### Часовой пояс
Деревня Холх, как и вся Орловская область, находится в часовой зоне МСК (московское время). Смещение применяемого времени относительно UTC составляет +3:00.

## Население
| 2010 |
| ---- |
| 25   |

### Половой состав
По данным Всероссийской переписи населения 2010 года в гендерной структуре населения мужчины составляли 40 %, женщины — соответственно 60 %.

### Национальный состав
Согласно результатам переписи 2002 года, в национальной структуре населения русские составляли 93 % из 28 чел.